# Sclerolepis
Sclerolepis, monotipski rod glavočika iz podtribusa Trichocoroninae,  dio tribusa Eupatorieae.. Jedina vrsta je S. uniflora iz Sjeverne Amerike (Alabama, Delaware, Florida, Georgia, Maryland, Massachusetts, New Hampshire, New Jersey, Sjeverna Karolina, Rhode Island, Južna Karolina, Virginia).

## Opis
Sclerolepis ima jednu vrstu vodenih ili poluvodenih staništa koja je široko, ali rijetko rasprostranjena u istočnom dijelu SAD-a, a razlikuje se po uskim listovima koji rastu iz nodija i papusu od 5 ljuskica. Karakterizira ga i minijaturni habitus, jednoglave glavice i ružičasti vjenčići.

## Sinonimi
- Ethulia uniflora Walter; Fl. Carol., 195 (1788)
- Sclerolepis uniflora (Walter) Poir.; Mem. Torrey Bot. Club 5: 311., isonym (1894)
- Sclerolepis verticillata (Michx.) Cass.; Dict. Sci. Nat. 48: 155 (1827)
- Sparganophorus verticillata Michx.; Fl. Bor.-Amer. 2: 95 (1803)